# Morten Iversen
Teloch vagy teljes nevén Morten Bergeton Iversen (Oslo, 1974. november 19.–) norvég származású black metal gitáros. Több zenekar alapítója, pályafutása során megfordult a hírhedt Gorgoroth és az 1349 zenekarban is. 2011 óta a Mayhemben gitározik, ahol fő dalszerzőként és gitárosként járult hozzá a 2014-es Esoteric Warfare albumukhoz.

## Művésznevének eredete
A Teloch művésznév a halál szó énoki fordításából keletkezett. Saját bevallása szerint elkezdett a keresztnevével játszadozni: Morten-Morte-Muerte, a muerte spanyolul halált jelent.

## Zenei pályafutása
Teloch a pályafutását 1992-ben kezdte, mikor megalapította szólóprojektjét, az Audrt, majd miután Blargh csatlakozott 1996-ban, átnevezték a zenekart Nidingrre.
2004-ben meghívták a Gorgorothba koncertező gitárosnak az akkori európai és közép-amerikai turnéik keretében. Teloch közben az Orcustus zenekar 2005-ös Wrathrash EP-jén tevékenykedett. 2006-tól a NunFuckRitual és az Umoral együttesekben zenél. 2009-ben belépett a The Konsortium zenekarba, Member T művésznéven.
2008-ban, Blasphemer távozása után egyből felkérték a Mayhembe zenélni, viszont még voltak hátra turnéi a Gorgoroth-tal és a God Seed-del. Utána, 2011-ben viszont csatlakozott a zenekarba, és dalszerző-gitárosként működött közre a 2014-es Esoteric Warfare albumukon.

## Diszkográfia

### Nidingr
- Rehearsal 1996 (1996)
- Sorrow Infinite and Darkness (2005)
- Wolf-Father (2010)
- Greatest of Deceivers (2012)

### Orcustus
- Wrathrash (2005)

### Umoral
- Umoral (2007)

### Gorgoroth
- True Norwegian Black Metal – Live in Grieghallen (2008)

### Teeth and Thorns
- Godstained Perfection (2010)

### Ov Hell
- The Underworld Regime (gitár az „Invoker” és a „Perpetual Night” számokon, 2010)

### NunFuckRitual
- In Bondage to the Serpent (2011)

### The Konsortium
- The Konsortium (2011)

### God Seed
- Live at Wacken (2012)

### Mayhem
- Psywar (2014)
- Esoteric Warfare (2014)

### Myrkur
- M (kisegítő gitár és basszusgitár, 2015)